# 卡斯塔尼亚雷斯德里奥哈
卡斯塔尼亚雷斯德里奥哈，是西班牙拉里奥哈自治区的一个市镇。总面积11平方公里，总人口458人（2001年），人口密度42人/平方公里。